# Hans Georg Kmoch
Hans Georg Kmoch (* 9. April 1920 in Goslar; † 2. Dezember 1967 in Bonn) war ein deutscher Acker- und Pflanzenbauwissenschaftler.
Kmoch studierte seit 1947 Landwirtschaft an der Universität Bonn, promovierte 1952 bei Ernst Klapp mit einer Arbeit über die Entwicklung der Wurzeln unter Grasnarben und arbeitete dann als Assistent am Institut für Pflanzenbau in Bonn. Während eines zweijährigen Forschungsaufenthaltes in den USA beschäftigte er sich mit Fragen der Bodenphysik und mit Wurzeluntersuchungen. Er studierte eingehend die Wurzelarbeiten des Pflanzenökologen John Ernest Weaver (1884–1966) und erhielt dabei Anregungen für die in Deutschland wenig entwickelte ökologisch orientierte Wurzelforschung.  Mit seiner 1962 in Bonn angefertigten Habilitationsschrift über die Luftdurchlässigkeit des Bodens hat er den Kenntnisstand über die Beziehungen zwischen Bodenstruktur und Wurzelwachstum erheblich verbessert.
1963 wurde Kmoch a. o. Professor und 1964 o. Professor für Allgemeinen Pflanzenbau an der Universität Bonn. Als Nachfolger seines Lehrers Ernst Klapp übernahm er die Leitung des Instituts für Pflanzenbau und der Versuchsgüter Dikopshof und Rengen. Auch als Institutsleiter galt sein wissenschaftliches Interesse überwiegend der Bodenphysik und der Wurzelökologie. Die meisten seiner Veröffentlichungen sind in der Zeitschrift für Acker- und Pflanzenbau erschienen. Manche Anregungen für die Konzeption seiner Forschungsvorhaben hat er auf seinen zahlreichen Auslandsreisen erhalten, die er als Berater und Experte im Dienste der Ernährungs- und Landwirtschaftsorganisation FAO und im Auftrage anderer Institutionen durchführte. Kmoch verstarb bereits im Alter von 47 Jahren.

## Schriften
- Über den Umfang und einige Gesetzmäßigkeiten der Wurzelmassenbildung unter Grasnarben. Diss. agr. Bonn 1952.
- Die Luftdurchlässigkeit des Bodens. Ihre Bestimmung und ihre Bedeutung für einige ackerbauliche Probleme. Verlag Gebrüder Bornträger Berlin 1962. Zugl. Habil.-Schr. Landw. Fak. Univ. Bonn 1962.